# Žirovski Vrh, Žiri
Žirovski Vrh este o localitate din comuna Žiri, Slovenia, cu o populație de 240 de locuitori.